# Knockhill Racing Circuit

Knockhill Racing Circuit är en 2 092 meter lång racerbana belägen i grevskapet Fife, Skottland. Knockhill byggdes 1970 och är Skottlands enda permanenta racerbana.
Det körs bland annat BTCC och British Superbike Championship på banan. Knockhill är dock för kort för att man ska kunna köra internationella tävlingar på banan. Det finns också en rallycrossbana i anslutning till Knockhill.